# Liam Cunningham
Liam Cunningham (sinh ngày 2 tháng 6 năm 1961) là một nam diễn viên người Ireland. Ông được biết đến khi đóng vai Davos Seaworthin trong loạt phim sử thi giả tưởng Trò chơi vương quyền của HBO.

## Thời thơ ấu
Cunningham sinh ra ở East Wall, là một khu vực nội thành của Northside của Dublin. Ông lớn lên ở Kilmore West với ba chị gái và một anh trai. Cunningham rời trường trung học năm 15 tuổi và theo học nghề thợ điện. Vào những năm 1980, Cunningham chuyển đến Zimbabwe trong ba năm, nơi ông làm nghề bảo trì thiết bị điện tại một công viên safari và đào tạo thợ điện Zimbabwe. Sau khi trở về Ireland, Cunningham không hài lòng với công việc thợ điện và quyết định theo đuổi sở thích diễn xuất. Ông tham gia các lớp học diễn xuất và bắt đầu làm việc trong các nhà hát địa phương, bao gồm cả Công ty Royal Shakespeare. Ông xuất hiện trong một buổi sản xuất Studs tại rạp xiếc Xe ba bánh ở Kilburn, London.